# Chetlapalligadde, Chintamani
Chetlapalligadde là một làng thuộc tehsil Chintamani, huyện Kolar, bang Karnataka, Ấn Độ.